# Colecionismo

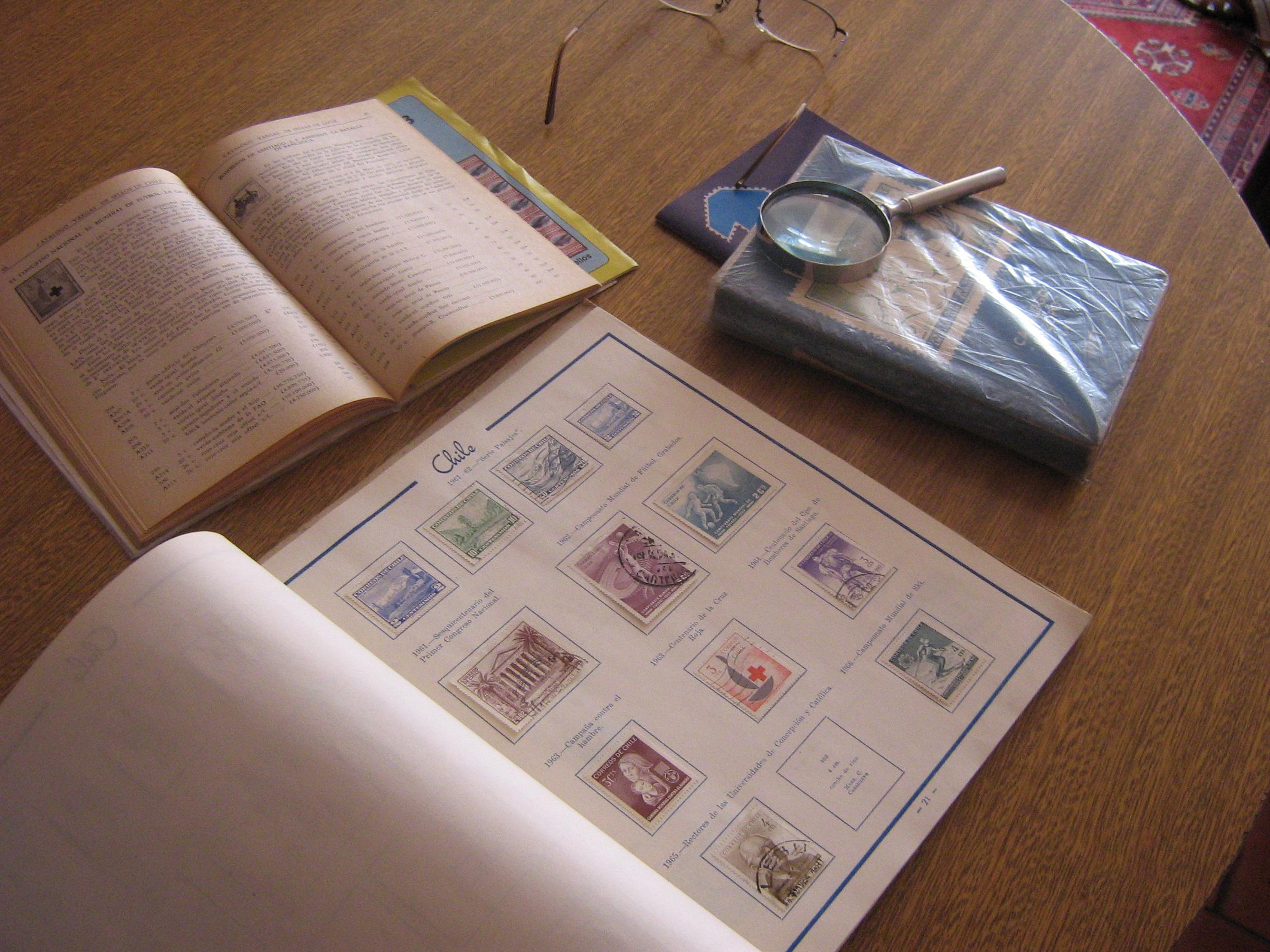
Dentre as coleções mais recorrentes está a filatelia, ou seja, a coleção de selos.

O colecionismo é a prática que as pessoas têm de guardar, organizar, selecionar, trocar e expor diversos itens por categoria, em função de seus interesses pessoais. Em todo o mundo, milhões de colecionadores organizam as mais diversas coleções de objetos. Dentre os benefícios que a atividade pode trazer para o colecionador, em especial os mais jovens, está o desenvolvimento dos sensos de classificação e organização, de interação e socialização com outros colecionadores, do poder de negociação, bem como o aumento do repertório cultural acerca do objeto colecionado. Um dos principais estudos recentes sobre o tema foi publicado pelo historiador alemão Philipp Blom, no qual ele avalia o impacto da Revolução Industrial sobre o hábito de colecionar. 
| “                                  | Um mundo diferente, mais significativo, mais ordenado, pode nos falar a partir de coisas humildes, como sapatos ou garrafas, autógrafos ou primeiras edições, os quais, em seu agradável arranjo, em sua estrutura e variedade, nos falam da beleza, da segurança; e cada objeto que tanto desejamos é, de fato, um atributo daquilo que desejamos. | ” |
| — Philipp Blom, historiador alemão | |   |

## Tipologia
Dentre os principais tipos de coleções, algumas recebem nomes específicos. Tais nomes referem-se, a princípio, ao estudo dos itens aos quais se referem, e num processo de ampliação de sentido o termo passou a designar também o ato de colecionar tais itens. Isso se deve ao fato de que a maior parte desses estudiosos também acabava por colecionar seus objetos de estudo.
- Autografomania - coleção de autógrafos
- Bibliofilia - coleção de livros
- Bricabraque - coleção de velhos objetos de arte e artesanato
- Cartofilia - coleção de cartões postais
- Filatelia - coleção de selos
- Filumenia - coleção de caixas de fósforo
- Marcofilia - coleção de carimbos postais
- Maximafilia - coleção de máximos postais
- Notafilia - coleção de cédulas
- Numismática - coleção de moedas, embora possa referir-se também à coleção de cédulas
- Periglicofilia - coleção de pacotes de açúcar
- Tabacofilia - coleção de embalagens de cigarros
- Telecartofilia - coleção de cartões telefônicos

São comuns ainda coleções de:
- Acessórios (buttons, chapéus, gravatas, óculos, relógios)
- Armas (armas de fogo, espadas, facas)
- Bonecas (de pano, matrioscas)
- Brinquedos (Bruder, Lego, Kinder Ovo, Playmobil)
- Caixas (de música, de pássaro cantor autômato)
- Cromos (álbuns, Surpresa)
- Die-cast (Hot Wheels, Jada Toys, Maisto, Matchbox)
- Discos e cartuchos (Blu-rays, CDs, DVDs, vinis, jogos eletrônicos)
- Jogo de cartas colecionáveis (Magic, Spellfire)
- Latas e garrafas (biscoitos, cervejas, refrigerantes)
- Material de escritório (apontadores, borrachas, canetas, lápis)
- Miniaturas de animais (Papo, Safari, Schleich)
- Miniaturas de figuras de ação (Hot Toys, Kotobukiya, Neca, Sideshow)
- Papel de carta
- Videogames
- Pequenos objetos (botões, chaveiros, dedais, isqueiros)
- Plastimodelismo (Revell, Tamiya)
- Revistas em quadrinhos (graphic novels, mangás)
- Roupas (biquinis, sapatos, vestidos)
- Uniformes (esportivos, militares)
- Soldados de brinquedo (de chumbo, de plástico)
- Souvenirs (ímãs, miniaturas, patches)
- Tazos

## Dia do colecionador
No Brasil, a data em que se comemora o "Dia do Colecionador" é em 18 de novembro.